# 케럽

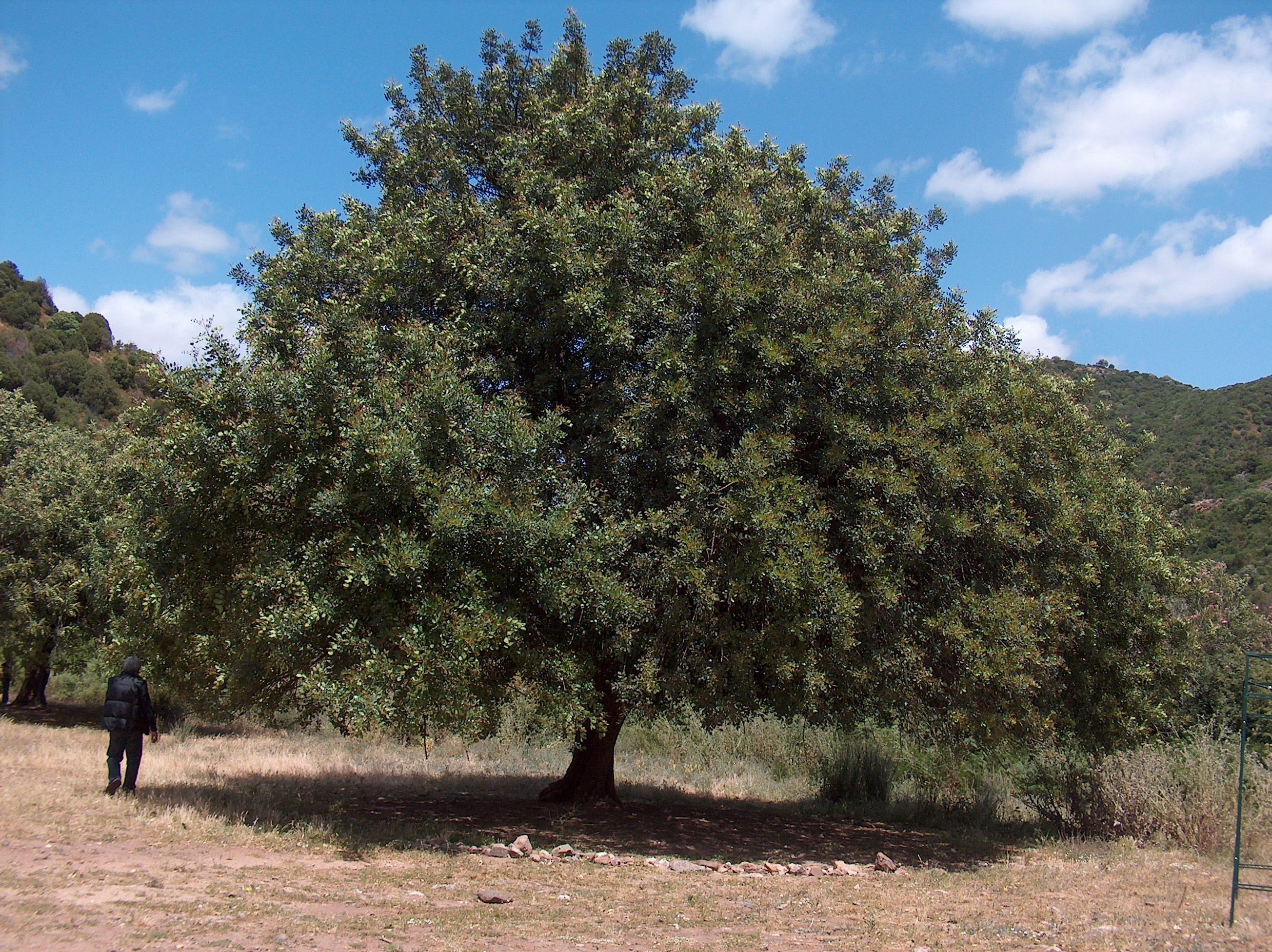
이탈리아 사디니아에 위치한 케럽나무.

케럽(Ceratonia siliqua, carob tree, St John's-bread, locust bean)은 속씨 상록식물에 속하는 관목이나 나무의 한 종이며 콩과로 분류된다. 케럽나무, 케럽콩으로 부른다. 성경에서는 쥐엄나무로 번역되어 등장한다.
케럽나무는 남유럽, 북아프리카, 지중해 열도, 레반트, 서아시아의 중동에서 이란, 카나리아 제도, 마카로네시아에 이르는 지역에 자생한다.

## 케럽나무
케럽나무는 최대 15미터(49피트)까지 자란다. 잎은 10~20 센티미터 (3.9~7.9인치) 길이이다. 숫나무는 열매를 맺지 않는다.
농업에 널리 이용되지만 캐럽은 동부 지중해의 야생 지대에서도 성장하는 것을 목격할 수 있으며 서부에서도 자연 발생되었다.

## 같이 보기
- 네레